# Drepanomeniidae
De Drepanomeniidae is een familie van weekdieren uit de orde Cavibelonia.

## Geslachten
- Abyssoherpia Gil-Mansilla, García-Álvarez & Urgorri, 2011
- Drepanomenia Heath, 1911